# Porto Rico nos Jogos Olímpicos de Verão de 1968
Porto Rico competiu nos Jogos Olímpicos de Verão de 1968, realizados em Cidade do México, México.